# Leptomassaria simplex
Leptomassaria simplex är en svampart som först beskrevs av Nitschke ex G.H. Otth, och fick sitt nu gällande namn av Franz Petrak 1914. Leptomassaria simplex ingår i släktet Leptomassaria och familjen kolkärnsvampar.   Inga underarter finns listade i Catalogue of Life.